# Artemisia (nome)
Artemisia  è un nome proprio di persona italiano femminile.

## Varianti
- Femminili: Artenisia[1]
- Maschili: Artemisio[1][3], Artenisio[1]

### Varianti in altre lingue
- Catalano: Artemisia[4]
  - Maschili: Artemisi[4]
- Greco antico: Αρτεμισια (Artemisia)[5][6]
  - Maschili: Αρτεμισιος (Artemisios)[5][6]
- Latino: Artemisia[1]
  - Maschili: Artemisius[1]
- Latino: Artemisia[4]
  - Maschili: Artemisio[4]

## Origine e diffusione
Continua il nome greco Αρτεμισια (Artemisia), che è un derivato del nome della dea greca della caccia Artemide. Il significato è quindi "dedicata ad Artemide", "di Artemide". Origine analoga ha il nome Artemio.
Il nome conta una certa diffusione in Italia settentrionale e centrale. Il suo uso può in parte essere ispirato all'artemisia, una pianta il cui nome deriva da quello della dea oppure da quello di Artemisia di Caria.

## Onomastico
L'onomastico viene festeggiato il 18 febbraio in ricordo di santa Artemisia, o Artemide, vergine di Roma.

## Persone

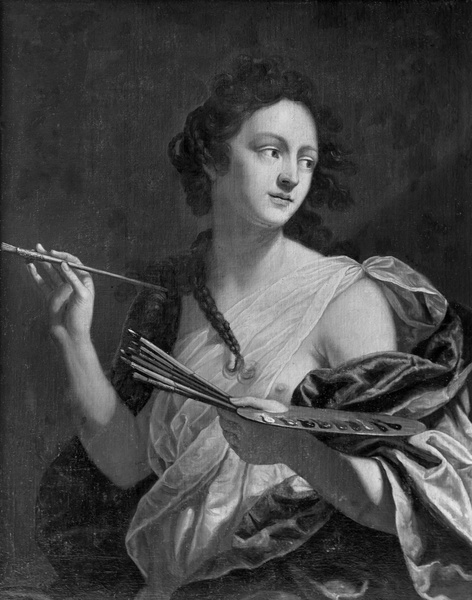
Artemisia Gentileschi

- Artemisia I di Caria (V secolo a.C.), tiranna di Alicarnasso
- Artemisia II di Caria (m. 350 a.C.), moglie di Mausolo, alla morte del quale fece costruire il celebre Mausoleo di Alicarnasso
- Artemisia Gentileschi, pittrice italiana

## Il nome nelle arti
- Artemisia è un personaggio del videogioco Final Fantasy VIII.
- Artemisio è un personaggio della serie Pokémon.
- Artemisia Sanchez è un personaggio dell'omonima telenovela.